# Episodi di Bones (settima stagione)
La settima stagione della serie televisiva Bones è stata trasmessa sul canale statunitense Fox dal 3 novembre 2011 al 14 maggio 2012.
Inizialmente la stagione sarebbe dovuta essere composta da 22 episodi ma, a causa della gravidanza dell'attrice Emily Deschanel (che interpreta la protagonista, Temperance Bones Brennan), il loro numero è stato accorciato a 13. Nel settembre 2011 la Fox aveva ordinato la produzione di 4 episodi aggiuntivi, ma vennero poi mandati in onda durante la stagione successiva.
Come riferito da Stephen Nathan e da Hart Hanson (creatore della serie) il 13º episodio è il vero e proprio finale di stagione, che termina con un cliffhanger, risolto solamente nell'ottava stagione, mentre i 4 episodi prodotti successivamente sono degli stand-alone, ovvero scollegati dalla trama orizzontale della stagione, collocati temporalmente prima dell'episodio The Past in the Present; tali episodi sono stati poi mandati in onda durante la prima parte della stagione successiva.
In Italia la stagione è stata trasmessa in anteprima sul canale satellitare a pagamento Fox Life della piattaforma satellitare Sky dal 5 dicembre 2012 e i primi due episodi sono andati onda in chiaro il 1º giugno 2013 sul canale gratuito TOP Crime. Successivamente, la serie completa è stata trasmessa dal 20 luglio al 17 agosto 2014 su Rete4.
| nº | Titolo originale                  | Titolo italiano           | Prima TV USA     | Prima TV Italia  |
| -- | --------------------------------- | ------------------------- | ---------------- | ---------------- |
| 1  | The Memories in the Shallow Grave | Senza memoria             | 3 novembre 2011  | 5 dicembre 2012  |
| 2  | The Hot Dog in the Competition    | La gara di cibo           | 10 novembre 2011 | 12 dicembre 2012 |
| 3  | The Prince in the Plastic         | Giocattoli preziosi       | 17 novembre 2011 | 19 dicembre 2012 |
| 4  | The Male in the Mail              | L'ultima spedizione       | 1º dicembre 2011 | 26 dicembre 2012 |
| 5  | The Twist in the Twister          | Cacciatori di tempeste    | 8 dicembre 2011  | 2 gennaio 2013   |
| 6  | The Crack in the Code             | L'enigma delle vertebre   | 12 gennaio 2012  | 9 gennaio 2013   |
| 7  | The Prisoner in the Pipe          | Un cadavere nello scarico | 2 aprile 2012    | 16 gennaio 2013  |
| 8  | The Bump in the Road              | La testa sotto il camion  | 9 aprile 2012    | 23 gennaio 2013  |
| 9  | The Don't in the Do               | Un cadavere in blu        | 16 aprile 2012   | 30 gennaio 2013  |
| 10 | The Warrior in the Wuss           | Una vita di umiliazioni   | 23 aprile 2012   | 6 febbraio 2013  |
| 11 | The Family and the Feud           | Faida familiare           | 30 aprile 2012   | 13 febbraio 2013 |
| 12 | The Suit on the Set               | Delitto sul set           | 7 maggio 2012    | 20 febbraio 2013 |
| 13 | The Past in the Present           | La vendetta del genio     | 14 maggio 2012   | 27 febbraio 2013 |

## Senza memoria
- Titolo originale: The Memories in the Shallow Grave
- Diretto da: Ian Toynton
- Scritto da: Stephen Nathan

### Trama
Brennan e Booth insieme, vivono a casa di Booth nell'attesa del loro primogenito. In un campo di paintball viene rinvenuto il cadavere di una donna. La vittima, moglie del pastore di una congregazione religiosa, dopo essere scomparsa per molti mesi era recentemente tornata nella sua comunità, ma senza conservare alcuna memoria del suo passato. Nel frattempo Booth e Bones discutono sull'andare a vivere insieme, secondo Seeley è arrivato il momento, ma Temperance ha paura a causa del suo passato. Quando Bones resta incastrata in ufficio e chiama Booth per andarle a dare un aiuto entrambi si aprono l'uno con l'altra, Booth vuole stare vicino a figlio e formare una famiglia e Brennan capisce che può sempre contare su di lui ed è pronta a fare questo passo. 
- Ascolti USA: telespettatori 10 000 000[6]
- Ascolti Italia:[7] telespettatori 698 000 – share 3,80%[8]

## La gara di cibo
- Titolo originale: The Hot Dog in the Competition
- Diretto da: Dwight Little
- Scritto da: Michael Peterson

### Trama
In un terrario, all'interno di un appartamento, viene trovato il cadavere di una donna di circa trent'anni con la prima vertebra lombare fratturata. Mentre il cadavere viene portato in laboratorio, il dottor Hodgins si mette alla caccia del pitone reale e delle possibili prove che ha ingoiato. Sulla scena del crimine Bones rivela a Booth di aspettare una bambina, alterandolo per non averlo avvisato della visita ginecologica e per avergli dato una notizia così importante in un momento così inappropriato. Cam decide di assumere per il dottorato Finn Abernathy, un brillante studente che si è laureato a 16 anni, a pieni voti e in solo 2 anni mentre era rinchiuso in un carcere minorile. Il dottor Hodgins e Caroline Julian però sono scettici soprattutto perché non sanno per quale motivo a Finn sia stata inflitta una condanna di tre anni e temono che la sua presenza al Jeffersonian possa compromettere i risultati della squadra in tribunale. Alla fine però, grazie al supporto di Bones, Finn riesce a chiarire la propria situazione (si comportava da teppista per scaricare la tensione causata dal patrigno violento) e a farsi accettare, al punto da instaurare una bella amicizia con Hodgins.
- Ascolti USA: telespettatori 8 640 000[9]
- Ascolti Italia:[7] telespettatori 757 000 – share 4,48%[8]

## Giocattoli preziosi
- Titolo originale: The Prince in the Plastic
- Diretto da: Alex Chapple
- Scritto da: Dean Lopata

### Trama
In una discarica abusiva viene scaricato un frigorifero contenente il cadavere liquefatto di una donna di circa trent'anni. Sweets vuole portare una pistola in servizio e decide di fare l'esame per il porto d'armi nonostante la contrarietà di Booth. Temperance e Seeley discutono sul tipo di casa che vogliono acquistare entrando in contrasto soprattutto per le loro differenti possibilità economiche.
- Ascolti USA: telespettatori 8 760 000[10]
- Ascolti Italia:[7] telespettatori 934 000 – share 8,44%[8]

## L'ultima spedizione
- Titolo originale: The Male in the Mail
- Diretto da: Kevin Hooks
- Scritto da: Pat Charles

### Trama
Quando le poste non riescono a consegnare o a rispedire i pacchi al mittente questi vengono depositati al centro di recupero. Due volte all'anno quelli non reclamati vengono aperti per vendere all'asta gli oggetti di valore e smaltire quelli inutili. Durante la procedura due addetti rinvengono in alcuni pacchi uno scheletro smembrato. Bones e Booth continuano a visionare annunci di case. Il nonno comunica a Seleey che il padre è morto per insufficienza epatica all'ospedale dei veterani, ma la notizia sembra lasciarlo indifferente.
- Guest star Tina Majorino (Agente Speciale Genny Shaw)
- Ascolti USA: telespettatori 8 910 000[11]
- Ascolti Italia:[7] telespettatori 900 000 – share 4,58%[12]

## Cacciatori di tempeste
- Titolo originale: Cacciatori di tempeste
- Diretto da: Jeannot Szwarc
- Scritto da: Karine Rosenthal

### Trama
Nel campo di tiro con l'arco di un campeggio per ragazzi viene ritrovato il cadavere di uomo con fratture multiple e un palo conficcato nel petto. Nonostante il pancione e le perplessità di Booth, Temperance continua ad andare sulla scena del crimine. Michael non dorme e Hodgins e Angela, sfiniti, provano vari metodi per indurre il bambino al sonno. In loro soccorso arriva il padre di Angela, ma i due neogenitori sono scettici. Fisher fa ritorno dal volontario ricovero in manicomio, dove era andato per curare la sua depressione.
- Guest star: Billy Gibbons (papà di Angela Montenegro)
- Ascolti USA: telespettatori 8 110 000[13]
- Ascolti Italia:[7] telespettatori 814 000 – share 4,55%[12]

## L'enigma delle vertebre
- Titolo originale: The Crack in the Code
- Diretto da: Ian Toynton
- Scritto da: Carla Kettner

### Trama
Nel museo di storia americana, ai piedi del monumento di Lincoln viene rinvenuto un teschio con attaccata la colonna vertebrale e una scritta: Dov'è il resto di me?. La squadra scopre che la colonna vertebrale è stata dissezionata e ricomposta cambiando l'ordine delle vertebre e che il sangue della scritta contiene il DNA di 5 diverse persone, tutte agenti dell'FBI ancora in attività. Angela si attiva per decriptare il codice che si nasconde dietro la ricomposizione della colonna vertebrale. Le indagini portano a Christopher Pelant, un giovane genio dei computer che vive agli arresti domiciliari con una cavigliera elettronica. Nel corso dell'indagine Bones e Booth incappano finalmente nella casa perfetta.
- Ascolti USA: telespettatori 8 640 000[14]
- Ascolti Italia:[7] telespettatori 803 000 – share 6,51%[12]

## Un cadavere nello scarico
- Titolo originale: The Prisoner in the Pipe
- Diretto da: Kate Woods
- Scritto da: Jonathan Collier

### Trama
Dagli scarichi di un quartiere residenziale vengono a galla i resti di un cadavere. Dal numero di serie della lente intraoculare rinvenuta nella cornea, la vittima viene identificata come Rob Lazebnik, truffatore evaso dal carcere federale di Jamestown. Booth porta Bones a visitare il San George, un ospedale cattolico, nel tentativo di farla desistere dalla decisione di partorire in casa per timore dei germi presenti nelle strutture ospedaliere. Nel frattempo, risalendo le tubature con un robot telecomandato, Hodgins scopre che l'uomo non è evaso, ma è stato ucciso in carcere e poi smembrato per gettarlo nelle fognature. Bones e Booth quindi si recano al penitenziario per indagare. Per paura di perdere le prove con cui inchiodare l'assassino però Temperance ignora le contrazioni e si ritrova a partorire nella stalla di un albergo con la sola assistenza di Seeley. La bambina viene chiamata Christine Angela come la madre di Bones e Angela Montenegro.
- Ascolti USA: telespettatori 8 390 000[15]
- Ascolti Italia:[7] telespettatori 824 000 – share 4,42%[16]

## La testa sotto il camion
- Titolo originale: The Bump in the Road
- Diretto da: Keith Foglesong
- Scritto da: Dwight Little

### Trama
Rientrata al lavoro dopo 6 settimane dal parto, Bones si trova ad indagare sul mistero di un cadavere investito da un camion e ad affrontare la separazione da Christine, affidata alle cure dell'asilo del Jeffersonian. Nel frattempo Finn Abernathy conosce e inizia a frequentare Michelle, ma questo gli crea dei problemi con Cam, decisamente contraria alla sua relazione con la figlia, visto il passato del tirocinante. Nonostante ciò Cam permette ai due di frequentarsi.
- Ascolti USA: telespettatori 7 560 000[17]
- Ascolti Italia:[7] telespettatori 831 000 – share 4,90%[16]

## Un cadavere in blu
- Titolo originale: The Don't in the Do
- Diretto da: Janet Lin
- Scritto da: Jeannot Szwarc

### Trama
Un misterioso cadavere tinto di blu viene ritrovato in una discarica. La squadra indaga e scopre che si trattava di un parrucchiere che dedicava attenzioni particolari alle sue clienti. Frattanto Booth tenta di far riappacificare Brennan con il suo corpo dopo il parto. Arastoo Vaziri sta per essere pubblicato sulla rivista specialistica "Antropologia forense".
- Ascolti USA: telespettatori 7 150 000[18]
- Ascolti Italia:[7] telespettatori 797 000 – share 6,64%[16]

## Una vita di umiliazioni
- Titolo originale: The Warrior in the Wuss
- Diretto da: Chad Lowe
- Scritto da: Dean Lopata e Michael Peterson

### Trama
Due escursionisti si imbattono nel cadavere di un uomo morto accoltellato. Hodgins deve decidere quali costosi macchinari restituire perché i conti del dipartimento sono in rosso. Parker, il figlio di Booth, rientra dopo quattro mesi in Inghilterra, e tornato a casa comincia a comportarsi in modo vago e sospetto, portando Booth e Bones a preoccuparsi, ma in realtà è tutto un malinteso.
- Ascolti USA: telespettatori 7 380 000[19]
- Ascolti Italia:[7] telespettatori 824 000 – share ?[20]

## Faida familiare
- Titolo originale: The Family and the Feud
- Diretto da: Dwight Little
- Scritto da: Pat Charles e Janet Lin

### Trama
Una scrofa da tartufo ha trovato lo scheletro di un maschio caucasico con le orbite illuminate di rosso appeso ad un albero in una foresta del West Virginia. Temperance e Cam discordano sulla reale età del corpo rinvenuto. Bones e Booth sono costretti a cercare una baby sitter per Christine: la bambina è stata sospesa perché la mamma aveva sempre da eccepire sulla gestione dell'asilo, fomentando anche gli altri genitori contro lo staff e la direttrice. In attesa di trovare la candidata idonea e disponibile a sopportare le oppressive attenzioni di Bones, Seeley decide di affidare la bambina a Max, il nonno materno.
- Ascolti USA: telespettatori 7 160 000[21]
- Ascolti Italia:[7] telespettatori 831 000 – share ?[20]

## Delitto sul set
- Titolo originale: The Suit on the Set
- Diretto da: Emile Levisetti
- Scritto da: Karine Rosenthal

### Trama
Bones e Booth sono a Los Angeles per visitare il set del film tratto dal bestseller scritto dalla dottoressa: L'osso della discordia. Durante le riprese però un vero cadavere viene usato come materiale di scena. La squadra si fa assegnare il caso e Temperance si fa aiutare dal Dottor Douglas Filmore (I piedi sulla spiaggia), assunto come consulente per controllare l'accuratezza dei dialoghi scientifici del film, e da Barry, l'attore laureato a Barkley in entomologia, geologia, e biochimica che impersona Hodgins.
- Ascolti USA: telespettatori 7 020 000[22]
- Ascolti Italia:[7] telespettatori 707 000 – share 4,03%[23]

## La vendetta del genio
- Titolo originale: The Past in the Present
- Diretto da: David Boreanaz
- Scritto da: Carla Kettner

### Trama
Mentre si trovano all'udienza della commissione per la rimozione della cavigliera elettronica a Christopher Pelant (L'enigma delle vertebre), Bones e Booth vengono chiamati al lavoro. Una coppia ingannata dal GPS e persasi con il quad all'Hamilton Park ha rinvenuto il cadavere di un uomo morto da due giorni e sbranato dai lupi. Misteriosi problemi con gli apparecchi elettronici inducono la squadra a sospettare proprio di Pelant. Ben presto, però il team si accorgerà che tutte le prove portano al più insospettabile dei sospettati: Temperance Brennan.
- Ascolti USA: telespettatori 7 210 000[24]
- Ascolti Italia:[7] telespettatori 812 000 – share 5,35%[23]